# Rhipidia uniseriata
Rhipidia uniseriata là một loài ruồi trong họ Limoniidae. Chúng phân bố ở miền Cổ bắc.